# Artonis
Artonis – córka Artabazosa, satrapy Frygii, siostra Barsine (żony Memnona z Rodos i kochanki Aleksandra Macedońskiego) i Artakamy (żony Ptolemeusza Sotera). W lutym 324 r. z polecenia Aleksandra Macedońskiego poślubiła w Suzie jego sekretarza Eumenesa. 
W Żywotach równoległych Plutarch podaje, że miała na imię, podobnie jak jej siostra, Barsiné. 